# 1919 Clemence
1919 Clemence је астероид чија средња удаљеност од Сунца износи 1,935 астрономских јединица (АЈ).
Апсолутна магнитуда астероида је 13,45.